# Illa de Thurston
L'illa de Thurston és una illa coberta de glaç de 215 km de llarg, 90 km d'ample i 15.700 km² d'extensió, situada arran de l'extrem nord-occidental de la Terra d'Ellsworth, a l'Antàrtida. És la tercera illa antàrtica més gran, després de les d'Alexandre I i Berkner. L'illa està separada del continent per l'estret de Peacock, ocupat per la part occidental de la barrera d'Abbot.
L'illa fou descoberta des de l'aire pel vicealmirall Richard E. Byrd el 27 de febrer del 1940, que la va batejar en honor de W. Harris Thurston, un industrial tèxtil de Nova York creador de teixits resistents al fred i patrocinador de les expedicions antàrtiques. L'illa de Thurston està separada del continent per Peacock Sound, que està ocupada per la porció occidental d'Abbot Ice Shelf. Divideix el Mar de Bellingshausen de l'est del Mar d'Amundsen de l'oest.
Originàriament cartografiat com una península, la seva forma real no es va reconèixer fins al 1960.